# Leptotogea melanoptera
Leptotogea melanoptera là một loài tò vò trong họ Ichneumonidae.